# Estádio Rumiñahui
O Estádio Rumiñahui (oficialmente conhecido como Estádio Municipal General Rumiñahui) é um estádio de futebol localizado na cidade de Sangolquí, província de Pichincha. Foi inaugurado em 30 de maio de 1941. É usado na maioria das vezes para a prática do futebol, e é a casa do Independente do Vale, equipe do Campeonato Equatoriano de Futebol de o futebol equatoriano. Tem capacidade para 7.500 espectadores.